# Парипуэйра
Парипуэйра (порт. Paripueira) — муниципалитет в Бразилии, входит в штат Алагоас. Составная часть мезорегиона Восток штата Алагоас. Находится в составе крупной городской агломерации. Входит в экономико-статистический микрорегион Масейо. Население составляет 8890 человек на 2006 год. Занимает площадь 93,1 км². Плотность населения — 95,5 чел./км².

## История
Город основан в 1993 году.

## Статистика
- Валовой внутренний продукт на 2003 год составляет 19 214 000,00 реалов (данные: Бразильский институт географии и статистики).
- Валовой внутренний продукт на душу населения на 2003 год составляет 2161 реал (данные: Бразильский институт географии и статистики).
- Индекс развития человеческого потенциала на 2000 год составляет 0,617 (данные: Программа развития ООН).

## География
Климат местности: тропический.